# The Other House
The Other House (em português, A Outra Casa) é um romance de Henry James, publicado primeiramente em The Illustrated London News em 1896, e depois como livro no mesmo ano. A ação se passa na Inglaterra. Este livro é um tanto estranho no cânone de James, pois seu enredo envolve um assassinato. O romance foi planejado inicialmente como peça teatral a ser intitulada The Promise (A promessa). James rascunhou um cenário para a peça em 1893, mas não interessou os empresários teatrais. Em 1896, James converteu o cenário em The Other House para publicação em uma revista semanal popular. Curiosamente, ele converteu o romance novamente para peça em 1909, mas falhou mais uma vez na produção.

## Enredo
Julia Bream more depois de dar à luz sua única filha, chamada Effie. Julia tinha uma madrasta horrível, então ela tira de Tony, seu marido, a promessa de nunca se casar enquanto a filha vivesse. Vários anos se passam. Uma velha amiga de escola de Julia, Rose Armiger, se apaixona por Tony, ainda que esteja sabidamente noiva de Denis Vidal. Em um esforço de superar a promessa de Tony feita a Julia, Rose afoga a pequena Effie, para que Tony esteja livre para se casar novamente.
O crime é descoberto, mas a família e os amigos decidem calar. O médico da família, Dr. Ramage, convence as autoridades de que Effie morreu de causas naturais, Rose é mandada para longe com Dennis Vidal, e todas as pessoas envolvidas se tornam, legalmente, cúmplices de homicídio; de que escapam sem punição.